# TuTo Hockey
TuTo Hockey Oy (w skrócie TuTo) – fiński klub hokejowy z siedzibą w Turku.

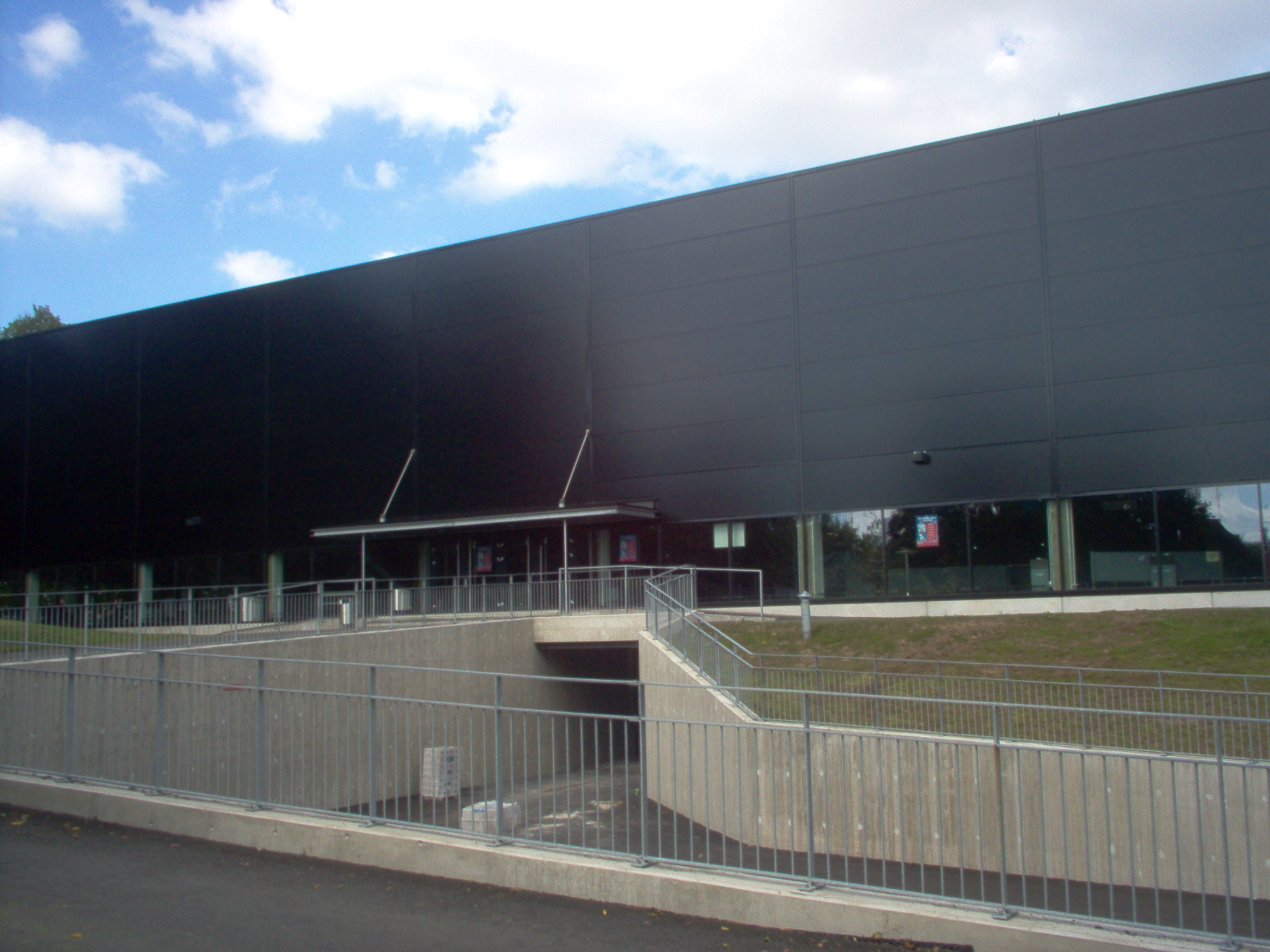
Lodowisko klubu

Pierwotnym klubem był założony w 1929 Turun Toverit, w ramach którego powstała sekcja hokeja na lodzie w 1946. Klub TuTo Hockey istniał od 1988 do 2000, zaś obecny TuTo Hockey Oy powstał w 2000.
Od lutego 2016 do 2019 trenerem drużyny TuTo był Miika Elomo. 

## Sukcesy
- Awans do Suomi-sarja: 1965
- Złoty medal I-divisioona: 1987, 1994
- Awans do SM-liiga: 1994
- Puchar Finlandii: 2017
- Srebrny medal Mestis: 2001, 2018
- Brązowy medal Mestis: 2005, 2006, 2013, 2014, 2019
- Złoty medal Mestis: 2008